# Юровский, Дмитрий Михайлович
Дми́трий Миха́йлович Юро́вский (род. 6 ноября 1979, Москва) — немецкий и российский дирижёр.
Главный дирижёр (2015—2021) и художественный руководитель (с 2021 года) Новосибирского театра оперы и балета, музыкальный руководитель и главный дирижёр Красноярского театра оперы и балета, главный дирижёр Королевской фламандской оперы в Антверпене и Генте (с 2011 года) и оркестра «Русская филармония».

## Биография
Сын дирижёра Михаила Владимировича Юровского и Элеоноры Дмитриевны Таратуты, внук композитора Владимира Михайловича Юровского. Старший брат — дирижёр Владимир Юровский, сестра — пианистка и педагог Мария Дрибински (урождённая Юровская).
С шестилетнего возраста обучался игре на виолончели в Центральной музыкальной школе при Московской консерватории имени П. И. Чайковского, но вынужден был оставить инструментальную карьеру из-за анкилозирующего артроза. В 1989 году эмигрировал с семьёй в Германию. Продолжил обучение в Берлине и Ростоке. Обучался на дирижёрском отделении Музыкальной академии имени Ханса Айслера в Берлине.
Был ассистентом своего отца при подготовке записи «Бориса Годунова» (Оркестр Берлинского радио) и в 2004 году на постановке «Парсифаля» в генуэзском Театре Карло Феличе. В 2005 году начал самостоятельную дирижёрскую карьеру — выступал с Оркестром Мюнхенского радио, оркестрами Национального театра Рима, Комише опер, Театра Массимо (Палермо), Театра Карло Феличе в Генуе, с Дрезденским симфоническим оркестром, Симфоническим оркестром Португалии и другими коллективами, а также в Михайловском театре и Новой израильской опере.
С 1 января 2011 года — главный дирижёр Королевской фламандской оперы в Антверпене и Генте. С того же года — главный дирижёр Симфонического оркестра Москвы «Русская филармония».
В 2015 году стал главным дирижёром и музыкальным руководителем Новосибирского театра оперы и балета. В конце 2021 года перешёл на должность художественного руководителя театра, сменив Владимира Кехмана.
С сентября 2023 года — музыкальный руководитель и главный дирижёр Красноярского театра оперы и балета.

## Семья
- Прадед — композитор и дирижёр Давид Семёнович Блок.
- Троюродный брат — пианист Денис Леонидович Мацуев[6][16].